# دول گلدور
دول گلدور (آی‌پی‌ای: [ˈdɔl ˈɡʊldur]) (سینداری: "Hill of Sorcery") پناهگاه سائورون در سیاه بیشه در رشته‌افسانه‌های تالکین واقع در سرزمین میانی بود. این مکان در ابتدا در رمان هابیت به عنوان جایگاه نکرومانسر (ساحر یا غیب گو) ذکر شده بود.
این قلعه در تپه ای سنگی و بایر در بلندترین نقطه جنوب غربی سیاه بیشه قرار داشت و قبل از اشغال سائورون، به نام آمون لَنس شناخته می‌شد. دول گلدور در کرانه غربی جنگل و در امتداد آندوئین و در فاصله نسبتاً کمی از لوتلورین قرار داشت.

## تاریخچه
در دوره دوم، پیش از آن که سائورون قلعه را تصرف کند، الف‌های جنگل تحت رهبری اوروفر پدر تراندویل آن منطقه را اشغال کردند، اما ظاهراً برای اجتناب از درگیری با لورین و موریا، به طرف شمال عقب‌نشینی کردند. در اوایل دوره سوم پادشاهان و جادوگران الف زیادی در آنجا حکمرانی کرده بودند. در حدود سال ۱۱۰۰ در طول نیمه دوم دوره سوم، سائورون از این دژ به عنوان پایگاهی برای حمله به لوتلورین و مناطق اطراف استفاده کرد و همچنین با انتخاب دول گلدور می‌خواست که برای یافتن حلقهٔ یگانه بر روی دشت‌های گالادن که درست در بالای رود آندوئین قرار داشت و حلقه در آنجا ناپدید شده بود تمرکز کند.